# Maraton (musikalbum)
Maraton är ett album från 1999 av Pugh Rogefeldt, utgivet på skivbolaget Warner.
På finstämda "Gammeldags tro" medverkar Per Gessle på tramporgel. I övrigt märks Woody Guthrie-tolkningen "Vår kommunale man", på vilken Rogefeldt och Joakim Thåström sjunger duett.

## Låtlista
Samtliga låtar skrivna av Pugh Rogefeldt, om annat inte anges.
1. "Välkommen hem" - 4:04
2. "Gammeldags tro" - 3:12
3. "Offer" - 3:13
4. "En medelklass lågutbildad man" - 4:41
5. "Dinosaurie" (Göran Lagerberg/Magnus Lindberg/Pugh Rogefeldt) - 4:00
6. "Om jag fick ha dej nu" - 2:52
7. "Jeans och läder" - 3:54
8. "Nästa hållplats blues" - 3:17
9. "Vår kommunale man" (Woody Guthrie/Pugh Rogefeldt) - 4:45
10. "Spårljus" - 2:47
11. "Storebror" - 4:03
12. "Johnny & Conny" - 2:30

## Listplaceringar
| Lista (1977) | Topplacering |
| ------------ | ------------ |
| Sverige      | 39           |